# I-League 2021-2022
L'I-League 2021-2022 (nota come Hero I-League per motivi di sponsorizzazione) è stata la quindicesima edizione della I-League, il campionato professionistico indiano di calcio per club, dalla sua istituzione nel 2007. 

## Storia
Dopo che il Chennai City è stato escluso dalla partecipazione al campionato, il club è stato sostituito dal Kenkre, diventando il secondo classificato delle qualificazioni della I-League 2021. Vista la deprecazione delle condizioni finanziarie dei molti club durante la pandemia di COVID-19, l'AIFF ha deciso di ritirare la retrocessione per una stagione. Il 4 gennaio 2022 il campionato è stato sospeso per almeno 6 settimane a fronte dei numerosi casi di Covid all'interno delle società.

## Squadre partecipanti
| Club               | Città                          | Stadio                                         | Stagione precedente                         |
| ------------------ | ------------------------------ | ---------------------------------------------- | ------------------------------------------- |
| Aizawl             | Aizawl, Mizoram                | Rajiv Gandhi Stadium                           | 7º posto in I-League                        |
| Churchill Brothers | Goa                            | Fatorda Stadium                                | 2º posto in I-League                        |
| Gokulam Kerala     | Kozhikode, Kerala              | Kozhikode EMS Stadium                          | 1º posto in I-League                        |
| Indian Arrows      | Delhi, New Delhi Bambolim, Goa | Ambedkar Stadium GMC Bambolim Athletic Stadium | 10º posto in I-League                       |
| Kenkre             | Mumbai                         | Cooperage Ground                               | 2º posto in I-League 2nd Division, promosso |
| Mohammedan         | Calcutta                       | Sailen Manna Stadium                           | 6º posto in I-League                        |
| NEROCA             | Imphal, Manipur                | Khuman Lampak Main Stadium                     | 11º posto in I-League                       |
| Rajasthan Utd      | Jaipur, Rajasthan              | Rajasthan University Sports Complex            | 1º posto in I-League 2nd Division, promosso |
| Punjab FC          | Chandigarh                     | Guru Nanak Stadium                             | 4º posto in I-League                        |
| Real Kashmir       | Srinagar, Jammu e Kashmir      | TRC Turf Ground                                | 5º posto in I-League                        |
| Sreenidi Deccan    | Visakhapatnam, Andhra Pradesh  |                                                | Esordiente                                  |
| Sudeva Delhi       | Nuova Delhi, Delhi             | Ambedkar Stadium                               | 8º posto in I-League                        |
| TRAU               | Imphal, Manipur                | Khuman Lampak Main Stadium                     | 3º posto in I-League                        |

### Allenatori
| Squadra            | Allenatore               | Vice-allenatore  |
| ------------------ | ------------------------ | ---------------- |
| Aizawl             | Yan Law                  |                  |
| Churchill Brothers | Antonio Rueda            | Mario Soares     |
| Gokulam Kerala     | Vincenzo Alberto Annese  | Sushanth Mathew  |
| Indian Arrows      | Shanmugam Venkatesh      | Mahesh Gawli     |
| Kenkre             | Akhil Kothari            |                  |
| Mohammedan         | Andrej Černyšov          | Saheed Ramon     |
| NEROCA             | Khogen Singh             | Tomba Singh      |
| Rajasthan United   | Francesc Bonet           | Ravi Punia       |
| RoundGlass Punjab  | Ed Engelkes              | Floyd Pinto      |
| Real Kashmir       | David Robertson          | Jimmy Lindsay    |
| Sreenidi Deccan    | Fernando Santiago Varela | Birendra Thapa   |
| Sudeva Delhi       | Mehrajuddin Wadoo        | Pushpender Kundu |
| TRAU               | Nandakumar Singh         | KH. Surmani      |

## Giocatori stranieri
| Squadra            | Giocatore 1           | Giocatore 2       | Giocatore 3        | Giocatore 4         | Giocatore 5         | Giocatore asiatico  |
| ------------------ | --------------------- | ----------------- | ------------------ | ------------------- | ------------------- | ------------------- |
| Aizawl             | Aser Pierrick Dipanda | Willis Plaza      | Robert Primus      |                     |                     | Bakhtior Kalandarov |
| Churchill Brothers | Guilherme Escuro      | Sekou Sylla       | Kenneth Ikechukwu  | Momo Cisse          | Gnohere Krizo       | Komron Tursunov     |
| Gokulam Kerala     | Aminou Bouba          | Luka Majcen       | David Simbo        | Jourdaine Fletcher  | Ahmed Waseem Razeek | Sharif Mukhammad    |
| Kenkre             | Zacharie Mbenda       |                   |                    |                     |                     |                     |
| Mohammedan         | Andjelo Rudović       | Nikola Stojanović | Marcus Joseph      | Henry Kisekka       |                     | Shaher Shaheen      |
| NEROCA             | Ben Quansah           | Juan Mera         | Sergio Mendigutxia | Davis Kamanga       |                     | Mohamad Kdouh       |
| Rajasthan United   | Akeem Abioye          | Mauro dos Santos  | Omar Ramos         | Pedro Manzi         |                     | Sardor Jakhonov     |
| Real Kashmir       | Tiago Adan            | Mason Robertson   | Fran Gonzalez      | Bernard Yao Kouassi |                     | Park Jong-oh        |
| RoundGlass Punjab  | Josef Yarney          | Kurtis Guthrie    | Joseba Beitia      |                     |                     | Travis Major        |
| Sreenidi Deccan    | Juan David Castañeda  | Mohamed Awal      | Ogana Louis        |                     |                     | Hamza Kheir         |
| TRAU               | Helder                | Douglas Santana   | Fernandinho        | Joseph Olaleye      | Gerard Williams     | Akobir Turaev       |

## Classifica
|  | Pos. | Squadra            | Pt | G  | V | N | P  | GF | GS | DR  |
|  | ---- | ------------------ | -- | -- | - | - | -- | -- | -- | --- |
|  | 1.   | Gokulam Kerala     | 30 | 12 | 9 | 3 | 0  | 33 | 10 | +23 |
|  | 2.   | Mohammedan         | 26 | 12 | 8 | 2 | 2  | 23 | 12 | +11 |
|  | 3.   | Punjab FC          | 23 | 12 | 8 | 1 | 3  | 25 | 17 | +8  |
|  | 4.   | Sreenidi Deccan    | 21 | 12 | 6 | 3 | 3  | 18 | 14 | +4  |
|  | 5.   | Churchill Brothers | 20 | 12 | 6 | 2 | 4  | 16 | 15 | +1  |
|  | 6.   | NEROCA             | 18 | 12 | 4 | 6 | 2  | 17 | 16 | +1  |
|  | 7.   | Rajasthan Utd      | 16 | 12 | 3 | 7 | 2  | 10 | 8  | +2  |
|  | 8.   | Real Kashmir       | 13 | 12 | 2 | 7 | 3  | 18 | 22 | -4  |
|  | 9.   | TRAU               | 12 | 12 | 3 | 3 | 6  | 12 | 15 | -3  |
|  | 10.  | Aizawl             | 12 | 12 | 4 | 0 | 8  | 15 | 19 | -4  |
|  | 11.  | Sudeva Delhi       | 10 | 12 | 2 | 4 | 6  | 9  | 16 | -7  |
|  | 12.  | Indian Arrows      | 9  | 12 | 2 | 3 | 7  | 6  | 20 | -14 |
|  | 13.  | Kenkre             | 2  | 12 | 0 | 2 | 10 | 6  | 24 | -18 |

### Gruppo promozione
|                  | Pos. | Squadra            | Pt | G  | V  | N | P | GF | GS | DR  |
| ---------------- | ---- | ------------------ | -- | -- | -- | - | - | -- | -- | --- |
| India (bandiera) | 1.   | Gokulam Kerala     | 43 | 18 | 13 | 4 | 1 | 44 | 15 | +29 |
|                  | 2.   | Mohammedan         | 37 | 18 | 11 | 4 | 3 | 34 | 18 | +16 |
|                  | 3.   | Sreenidi Deccan    | 32 | 18 | 9  | 5 | 4 | 27 | 19 | +8  |
|                  | 4.   | Churchill Brothers | 30 | 18 | 9  | 3 | 6 | 24 | 22 | +2  |
|                  | 5.   | Punjab FC          | 28 | 18 | 9  | 3 | 6 | 33 | 29 | +4  |
|                  | 6.   | Rajasthan Utd      | 22 | 18 | 5  | 7 | 6 | 16 | 16 | 0   |
|                  | 7.   | NEROCA             | 20 | 18 | 4  | 8 | 6 | 21 | 30 | -9  |

### Gruppo retrocessione
|  | Pos. | Squadra       | Pt | G  | V | N | P  | GF | GS | DR  |
|  | ---- | ------------- | -- | -- | - | - | -- | -- | -- | --- |
|  | 1.   | Aizawl        | 21 | 17 | 7 | 0 | 10 | 23 | 24 | -1  |
|  | 2.   | TRAU          | 18 | 17 | 4 | 6 | 7  | 15 | 17 | -2  |
|  | 3.   | Sudeva Delhi  | 17 | 17 | 4 | 5 | 8  | 13 | 23 | -10 |
|  | 4.   | Indian Arrows | 17 | 17 | 4 | 5 | 8  | 10 | 23 | -13 |
|  | 5.   | Real Kashmir  | 14 | 17 | 2 | 8 | 7  | 23 | 31 | -8  |
|  | 6.   | Kenkre        | 12 | 17 | 3 | 3 | 11 | 11 | 25 | -14 |

Sreenidi Deccan e Indian Arrows sono esentate dalla retrocessione, in quanto la prima è squadra esordiente e la seconda è squadra di sviluppo dell'AIFF.
Legenda:

      Ammesse al gruppo promozione.
      Ammesse al gruppo retrocessione.
      Campione I-League e ammessa ai play-off per la fase a gruppi della Coppa dell'AFC 2023-2024.
      Retrocessa in I-League 2nd Division.

## Statistiche

### Classifica in divenire
|                    | 1ª | 2ª | 3ª | 4ª | 5ª | 6ª | 7ª | 8ª | 9ª | 10ª | 11ª | 12ª | 13ª |
| ------------------ | -- | -- | -- | -- | -- | -- | -- | -- | -- | --- | --- | --- | --- |
| Aizawl             | 0  | 0  | 0  | 0  | 3  | 6  | 6  | 9  | 9  | 9   | 12  | 12  | 12  |
| Churchill Brothers | 0  | 1  | 1  | 1  | 4  | 4  | 7  | 8  | 11 | 14  | 17  | 17  | 20  |
| Gokulam Kerala     | 3  | 4  | 7  | 10 | 10 | 13 | 14 | 15 | 18 | 21  | 24  | 27  | 30  |
| Indian Arrows      | 1  | 4  | 4  | 4  | 5  | 5  | 5  | 5  | 6  | 6   | 6   | 9   | 9   |
| Kenkre             | 0  | 1  | 1  | 1  | 1  | 1  | 2  | 2  | 2  | 2   | 2   | 2   | 2   |
| Mohammedan         | 3  | 6  | 9  | 12 | 12 | 15 | 16 | 19 | 19 | 22  | 22  | 25  | 26  |
| NEROCA             | 3  | 4  | 7  | 7  | 8  | 9  | 10 | 13 | 13 | 16  | 16  | 17  | 18  |
| Rajasthan United   | 0  | 0  | 3  | 4  | 5  | 8  | 9  | 10 | 13 | 13  | 14  | 15  | 16  |
| Real Kashmir       | 3  | 4  | 4  | 5  | 6  | 6  | 9  | 10 | 11 | 11  | 12  | 12  | 13  |
| RoundGlass Punjab  | 3  | 4  | 7  | 10 | 10 | 11 | 11 | 11 | 14 | 17  | 20  | 23  | 23  |
| Sreenidi Deccan    | 0  | 3  | 3  | 4  | 7  | 10 | 13 | 14 | 17 | 17  | 17  | 20  | 21  |
| Sudeva Delhi       | 0  | 0  | 3  | 4  | 4  | 4  | 5  | 6  | 6  | 6   | 7   | 7   | 10  |
| TRAU               | 1  | 1  | 1  | 4  | 7  | 7  | 7  | 7  | 7  | 10  | 11  | 11  | 12  |